# ایماباری، اهیمه
ایماباری در استان اهیمه در کشور ژاپن واقع شده‌است که دارای جمعیت ۱۷۰٬۹۸۶ نفر و مساحت ۴۱۹٫۸۵ کیلومتر مربع با تراکم جمعیت ۴۰۷ نفر در کیلومترمربع است و در تاریخ ۱۶ ژانویه ۲۰۰۵ به عنوان شهر شناخته شد.